# Blackburn (Aberdeenshire)
Pour les articles homonymes, voir Blackburn (homonymie).
Blackburn est un village situé dans l'Aberdeenshire, en Écosse.